# Ruta R-76-S
La Ruta R-76-S es una carretera chilena asfaltada que une a las comunas de Traiguén en la Provincia de Malleco y Galvarino en la Provincia de Cautín, en la Región de La Araucanía en el sur de Chile. La ruta se inicia en el empalme con la Ruta R-86 que une a Victoria con Angol al sur de la ciudad de Traiguén, y termina en el puente sobre el río Quillen en el acceso norte a Galvarino.

## Hitos
Enlaces
- kilómetro 0 Empalme Rutas R-86 y R-76-S.
- kilómetro 8 Puente sobre el río Quino.
- kilómetro 14 Enlace Ruta R-850 a Chufquén y Quino.
- kilómetro 16 Límite entre las provincias de Malleco y Cautín.
- kilómetro 17 El Capricho.
- kilómetro 24 Puente Quillen, Galvarino.

Otros hitos
- kilómetro 1 Aeródromo Traiguén.
- kilómetro 17 Escuela El Capricho.